# Carvedilolo
Il carvedilolo è un principio attivo impiegato nel trattamento dell'ipertensione e nell'insufficienza cardiaca. È un antagonista ai recettori β-adrenergici tra i più recenti (terza generazione) con azione sia sui recettori β1 sia sui β2 e anche sui recettori adrenergici α1.

## Indicazioni
Il carvedilolo è stato approvato come farmaco in cardiologia per il trattamento di ipertensione, insufficienza cardiaca congestizia, disfunzione ventricolare sinistra successiva a infarto del miocardio, episodi di angina e nella riduzione della pressione portale. 
Si somministra per via orale e può essere utilizzato da solo o in associazione con altri antiipertensivi, specialmente con i diuretici tiazidici, sempre su prescrizione medica.

## Controindicazioni
Il farmaco non deve essere somministrato a pazienti affetti da patologie cardiache come insufficienza cardiaca acuta e grave e ipotensione e a coloro che presentano difficoltà respiratorie; nello specifico il carvedilolo andrebbe evitato in presenza di:
- Ipersensibilità al principio attivo;
- Insufficienza cardiaca instabile/scompensata: in pazienti affetti da tale patologia può verificarsi un peggioramento della stessa o della ritenzione idrica nel corso del trattamento con carvedilolo;
- Scompenso cardiaco di Classe IV NYHA (classificazione della "New York Heart Association") non rispondente a terapia standard che richieda terapia con inotropi per via endovenosa;
- Precedenti di broncospasmo o asma, broncopneumopatia cronica ostruttiva (BPCO) con componente broncospastica: in pazienti con predisposizione al broncospasmo si può manifestare sofferenza respiratoria come risultato di un possibile aumento della broncocostrizione;
- Alterazioni della funzionalità epatica e disfunzione epatica clinicamente manifesta;
- Bradicardia grave (<50 bpm);
- Shock cardiogeno;
- Ipotensione grave (pressione sistemica <85 mmHg);
- Feocromocitoma non controllato con alfa-bloccanti: sebbene carvedilolo abbia attività farmacologiche sia alfa che beta-bloccanti, non vi è alcuna esperienza relativa al suo uso in questa condizione; per questo motivo, deve essere prestata particolare cautela nel somministrare carvedilolo ai pazienti con sospetto feocromocitoma;
- Acidosi metabolica.

## Dosaggi
Prima dell'assunzione del carvedilolo è necessaria la prescrizione ed il controllo del proprio medico.
Il trattamento con carvedilolo si inizia con un basso dosaggio che in caso di una risposta non adeguata si può aumentare, ad intervalli non inferiori alle due settimane, in base alla prescrizione del medico.
Le preparazioni farmaceutiche contenenti carvedilolo devono essere assunte con una quantità di liquido sufficiente, non è necessario assumerle con i pasti, tuttavia si raccomanda che i pazienti con insufficienza cardiaca prendano il carvedilolo con il cibo per rallentarne l’assorbimento e per ridurre il rischio di i potensione ortostatica.
- Angina pectoris, (dose massima 25 mg al giorno, in più somministrazioni)
- Ipertensione, 12,5 mg una volta al giorno (dose massima 50 mg al giorno)
- Scompenso cardiaco,  3,125 mg due volte al giorno (dose massima 25 mg due volte al giorno).[3]

## Farmacodinamica
Il carvedilolo presenta vari meccanismi d’azione, attraverso i quali è in grado di agire come antiipertensivo, sulla frequenza cardiaca, e in parte, come stabilizzante di membrana.
Gli effetti positivi di tale farmaco consistono nella riduzione della gittata cardiaca e della pressione arteriosa. Per quanto riguarda il trattamento dell'angina pectoris migliora la tolleranza agli sforzi limitando la sintomatologia. Gli antagonisti ai recettori beta-adrenergici inibiscono i recettori beta del sistema adrenergico presenti nel cuore, riducendo il lavoro del cuore.

### Inibizione dei recettori β-adrenergici
Il carvedilolo è un antagonista che inibisce sia i recettori β1 sia i β2 adrenergici. I recettori β-adrenergici si trovano in più tessuti cuore (β1), muscolatura liscia di arteriole e bronchioli (β2). I recettori β-adrenergici inducono il rilascio di renina da parte delle cellule iuxtaglomerulari, stimolando il sistema renina-angiotensina-aldosterone, che si traduce quindi in un aumento della pressione arteriosa. L’inibizione di questi recettori in modo non selettivo induce quindi una diminuzione della secrezione di renina con conseguente abbassamento della pressione arteriosa.
Il carvedilolo inibisce quindi il sistema simpatico influenzando anche la conduzione del cuore; questa azione risulta utile anche contro le aritmie cardiache e nello scompenso cardiaco.

### Blocco dei recettori α1-adrenergici
I recettori α1-adrenergici sono dei recettori eccitatori postsinaptici che fanno parte del sistema nervoso periferico.
L’attività inibitoria nei confronti di questi recettori riduce la vasocostrizione indotta fisiologicamente dalle catecolamine endogene (adrenalina e noradrenalina). Per questo motivo il carvedilolo ha effetto vasodilatatorio nei vasi di resistenza arteriolare e nelle vene.  La riduzione delle resistenze periferiche porta quindi a riduzione della pressione arteriosa.

### Attività antiossidante
Il carvedilolo esprime la sua attività antiossidante in due modi distinti. È in grado di bloccare la biosintesi delle specie reattive dell’ossigeno (ROS) e di legarle, evitando eventuali danni.
Come farmaco è anche in grado di proteggere le membrane cellulari dalla perossidazione lipidica, grazie alla sua natura lipofila: in particolare chelando lo ione ferrico, riducendo l'ossidazione sulle micelle metil linoleate.

### Blocco dell’ingresso di Ca2+
Il carvedilolo è in grado, a elevate concentrazioni, di inibire i canali del calcio voltaggio dipendenti di tipo L (a lenta ricaptazione). Questi canali permettono il rilascio modulato di calcio a livello della giunzione neuromuscolare, in seguito a depolarizzazione. Il calcio è quindi libero di entrare nel miocita e innescare la contrazione del tessuto muscolare.
Con la sua azione inibitoria il carvedilolo impedisce il rilascio di calcio, bloccando quindi l’innesco della contrazione muscolare e la conseguente vasocostrizione, con un'azione complessiva di riduzione della pressione arteriosa.

## Farmacocinetica

### Assorbimento
Il carvedilolo è facilmente assorbito dopo somministrazione orale, ha una biodisponibilità del 25% circa nella specie umana e il picco di concentrazione plasmatica viene raggiunto in 1-2 ore.
La sua biodisponibilità nell'organismo non è influenzata dai pasti; può aumentare fino all'80% in pazienti con funzionalità epatica ridotta a causa di un diminuito effetto di primo passaggio.

### Distribuzione
Ha un volume di distribuzione di circa 2 L/kg che aumenta nei pazienti con cirrosi epatica; è una molecola molto lipofila e più del 95% di essa è legata alle proteine plasmatiche.

### Metabolismo
Il carvedilolo, essendo un inibitore della glicoproteina P, può aumentare la biodisponibilità dei farmaci trasportati dalla glicoproteina P che vengono assunti in concomitanza con il carvedilolo; oltretutto la sua biodiponibilità può essere modificata dagli induttori o dagli inibitori della glicoproteina P.
Dopo l'assunzione subisce un effetto di primo passaggio epatico di circa il 60-75%; è metabolizzato dagli enzimi epatici, con produzione di metaboliti che vengono eliminati prevalentemente per via biliare.
Nel processo di metabolizzazione ossidativa sono coinvolti diversi enzimi del citocromo P450, quali i CYP2D6, CYP2C9, CYP1A2, CYP3A4 e CYP2E1. Il CYP2D6 è il genotipo principalmente implicato.
La farmacocinetica può essere fortemente influenzata da farmaci inibitori o induttori dell'ossidazione, a causa dell'ampio metabolismo ossidativo di questo farmaco a livello del fegato. Inoltre, anche l'età del paziente influisce sulle proprietà farmacocinetiche.
Da studi clinici di farmacocinetica si è osservato che il metabolismo ossidativo di questo principio attivo è stereoselettivo, questo provoca una clearance più rapida dell'isomero S(-)-carvedilolo rispetto all'R(+)-carvedilolo.

### Eliminazione
Raggiunge un'emivita di 6-10 ore; la maggior parte del carvedilolo è secreto nella bile ed eliminato con le feci sotto forma di metaboliti; una piccola quantità viene escreta con le urine come tale o modificato.

## Interazioni farmacologiche
I sali d’allumino, la colestiramina e il colestipolo possono ridurre l’assorbimento dei farmaci beta-adrenergici. Farmaci come la fenitoina, la rifampicina, il fenofarbital, così come il fumo, hanno un effetto di induzione degli enzimi epatici deputati alla biotrasformazione e possono così diminuire le concentrazioni plasmatiche degli antagonisti dei recettori beta soggetti a un ampio metabolismo. Gli antagonisti dei recettori beta possono ridurre la clearance della lidocaina. Gli effetti antipertensivi dei beta-antagonisti possono essere contrastati dall’indometacina e da altri farmaci antinfiammatori non steroidei.
Un’attenzione particolare è richiesta nei pazienti che stanno assumendo altri farmaci quali il verapamil o gli agenti antiaritmici che possono compromettere l'attività del nodo sinusale o la conduzione AV.

## Effetti indesiderati
- Sistema cardiovascolare: l'inibizione dei recettori β può causare o aggravare l’insufficienza cardiaca in soggetti che presentino scompenso cardiaco, infarto acuto o cardiomegalia. In pazienti con conduzione A-V parzialmente o completamente insufficiente, in cui la trasmissione dell'impulso elettrico dagli atri ai ventricoli è anomala, i β-antagonisti possono causare disturbi del ritmo cardiaco (bradiaritmie) rischiosi per la vita. Durante l’assunzione di antagonisti dei recettori β-adrenergici alcuni pazienti avvertono freddo alle estremità, inoltre, qualche volta, i sintomi di vasculopatia periferica possono aumentare oppure si può sviluppare la malattia di Raynaud;[11]

- Funzionalità polmonare: il principale effetto avverso degli antagonisti dei recettori β è provocato dall'inibizione dei recettori β2 a livello della muscolatura liscia bronchiale, recettori particolarmente importanti nel promuovere la broncodilatazione in pazienti affetti da broncospasmo. I beta-antagonisti dovrebbero essere evitati nei pazienti affetti da asma.[11]

- SNC: gli effetti avversi dei β-antagonisti sul SNC comprendono senso di affaticamento, disturbi del sonno (inclusi insonnia e incubi) e depressione.[10]

- Metabolismo: l'inibizione β-adrenergica può provocare nei pazienti difficoltà a riconoscere uno stato ipoglicemico dal momento che i segni e sintomi iniziali di un'ipoglicemia acuta possono venire mascherati o attenuati; si può anche verificare un ritardo del recupero dall’ipoglicemia provocata dal rilascio di insulina. Gli antagonisti dei recettori β dovrebbero essere prescritti con cautela ai pazienti diabetici.[10] L’assunzione di carvedilolo può anche comportare un aumento di peso e un aumento dei livelli di colesterolo ematico tali da provocare ipercolesterolemia.[3]

- Funzione renale: in pazienti affetti da insufficienza cardiaca cronica con bassa pressione arteriosa (pressione sistolica < 100 mmHg), con cardiopatia ischemica e malattia vascolare diffusa, e/o insufficienza renale di base è stato osservato un peggioramento reversibile della funzione renale durante la terapia con carvedilolo.[3]

Altri effetti indesiderati sono rappresentati da capogiri, cefalea, astenia, generalmente lievi e con maggiori probabilità di verificarsi all'inizio del trattamento, oltre che a nausea, diarrea, dolori addominali e alle estremità. È comune anche il verificarsi di una compromissione della visione, ridotta lacrimazione (occhi secchi) o irritazione oculare.

## Gravidanza e allattamento

### Gravidanza
Non è disponibile adeguata esperienza clinica col carvedilolo nelle donne in gravidanza. Gli studi sugli animali non sono sufficienti riguardo agli effetti sulla gravidanza, sullo sviluppo dell’embrione/feto, sul parto e sullo sviluppo post-natale, inoltre non hanno mostrato prove sostanziali di possibile teratogenicità. Per questi motivi il carvedilolo non deve essere usato durante la gravidanza a meno che i potenziali benefici non superino i potenziali rischi.

### Allattamento
Studi sugli animali hanno evidenziato che carvedilolo o i suoi metaboliti sono escreti nel latte materno ma non è noto se il carvedilolo sia escreto nel latte umano. Pertanto, l'allattamento al seno non è raccomandato durante il trattamento con carvedilolo.

## Sicurezza

### Bambini ed adolescenti
Per quanto riguarda i bambini e gli adolescenti di età inferiore ai 18 anni non vi sono dati sufficienti sull’efficacia e la sicurezza del carvedilolo.

### Effetti sulla capacità di guidare veicoli e sull'uso di macchinari
Non sono stati condotti studi sugli effetti del carvedilolo sulla capacità di guidare veicoli e sull’uso di macchinari. A causa delle reazioni individuali (per es. capogiri e stanchezza), la capacità di guidare, di usare macchinari o di lavorare può essere alterata. Questo vale in particolare all'inizio del trattamento, dopo aumenti del dosaggio, con cambiamenti di prodotto e in associazione con l'impiego di bevande alcoliche.

### Attività sportiva
L'uso del farmaco senza necessità terapeutica costituisce doping e può determinare comunque positività ai test antidoping.

### Sospensione del farmaco
La sospensione improvvisa dell’assunzione di un antagonista ai recettori beta-adrenergici durante un trattamento cronico può indurre un peggioramento dell’angina e può aumentare il rischio di morte improvvisa.